# Bříšťany
Bříšťany (německy Brieschtian) jsou obec v okrese Jičín v Královéhradeckém kraji. Žije v ní 249 obyvatel.

## Název
Název obce vznikl ze slova Bříšťany = ves Bříšťanů, tj. lidí bydlících u bříství (břestového, jilmového háje).

## Historie
První písemná zmínka o obci pochází z roku 1219.

## Obyvatelstvo
| Rok            | 1869 | 1880 | 1890 | 1900 | 1910 | 1921 | 1930 | 1950 | 1961 | 1970 | 1980 | 1991 | 2001 | 2011 | 2021 |
| -------------- | ---- | ---- | ---- | ---- | ---- | ---- | ---- | ---- | ---- | ---- | ---- | ---- | ---- | ---- | ---- |
| Počet obyvatel | 427  | 494  | 512  | 536  | 513  | 515  | 439  | 349  | 347  | 308  | 259  | 241  | 224  | 233  | 238  |
| Počet domů     | 69   | 81   | 82   | 85   | 85   | 88   | 97   | 104  | 96   | 91   | 81   | 101  | 103  | 107  | 104  |

## Obecní správa
Mezi lety 1850–1976 byly Bříšťany obcí v okrese Hradec Králové (1850–1890), posléze v okrese Nová Paka (1900–1930), poté v okrese Hořice (1950) a později v okrese Jičín. Od 30. dubna 1976 do 23. listopadu 1990 patřily jako část obce k Bašnicím a od 24. listopadu 1990 jsou opět samostatnou obcí. Od 12. června 1960 do 29. dubna 1976 k obci patřily Petrovičky.

### Obecní symboly
Dne 25. dubna 2018 bylo schváleno usnesením výboru pro vědu, vzdělání, kulturu, mládež a tělovýchovu udělení znaku a vlajky obce. Znak a vlajka byly obci uděleny rozhodnutím předsedy Poslanecké sněmovny Parlamentu České republiky dne 3. května 2018.

## Rodáci
- Jan Plášil (1917–2003), válečný letec[10]

Narodil se tu a působil sedlák a politik Jan Janák, na počátku 20. století poslanec Českého zemského sněmu a dlouholetý okresní starosta v Hořicích.